# IConcerts
iConcerts是一家致力於現場音樂的電視頻道，首播於2006年6月21日。它是瑞士Transmedia Communication集团旗下的一个跨平台现场演唱会频道。iConcerts拥有全世界最大、最丰富的演唱会资料库，内容包含现场演唱会、电视音乐节目、纪录片等。iConcerts高画质频道更是欧洲高画质电视的先驱者，在近期更延伸收视范围至亚洲与非洲，該頻道現可於全球85個國家收看。 
該頻道主要圍繞古典搖滾和流行搖滾音樂，但也會覆蓋全部的音樂流派。

## 平台
該頻道擁有標準畫質電視、高畫質電視、隨選視訊三種視訊格式。 

## 節目
- Koko Pop
- Later... with Jools Holland
- Other Voices
- Playlist

## 外部連結
- 官方網站